# Lac Carnegie (New Jersey)
Pour les articles homonymes, voir Lac Carnegie (Australie) et Carnegie.
Le lac Carnegie est un lac réservoir d'environ 106 hectares situé sur la rivière Millstone, affluent du Raritan, près de Princeton dans le New Jersey.

## Histoire
Ce lac artificiel a été créé à l'initiative et par Howard Russell Butler et financé par le philanthrope Andrew Carnegie entre 1902 et 1906 pour les besoins de l'entrainement des équipes d'aviron de l'université de Princeton. Il est inauguré le 5 décembre 1906 en présence de Woodrow Wilson, alors président de cette université. Ce lac est cependant à disposition du public pour des activités telles que le patinage sur glace, la pêche et les pique-niques.
En 1990, le Carnegie Historic District Lac a été inscrit sur le registre national des lieux historiques des États-Unis.

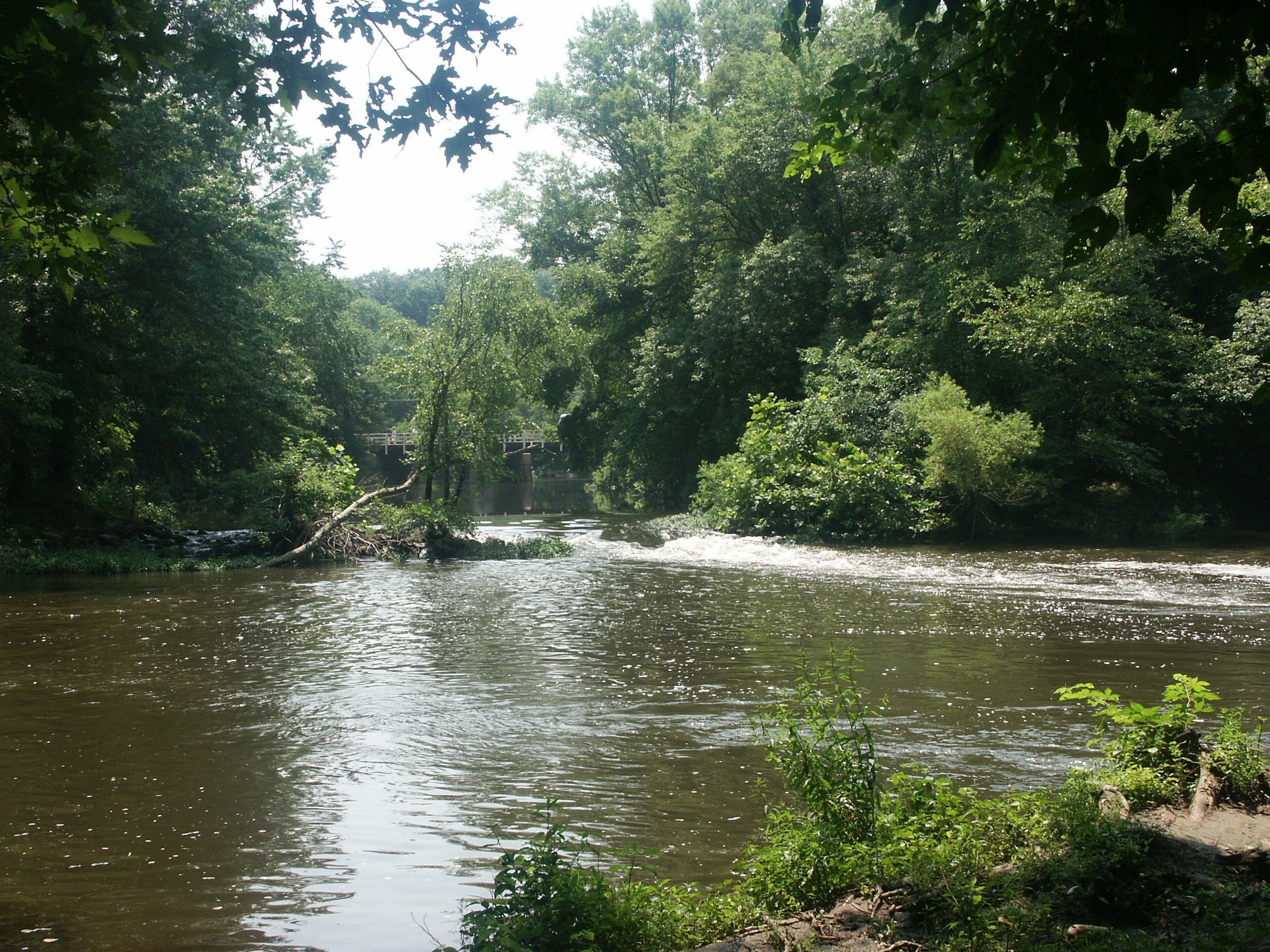
La rivière Millstone à Rocky Hill